# 鶴山ミト
鶴山 ミト（つるやま みと、4月5日 - ）は、日本の漫画家。主に成人向け漫画を執筆している。別名義は「大味 允（おおあじ まこと）」。

## 作品リスト

### 成人向け
1. 『いい娘がいいの？』 2010年8月27日発売[2]、茜新社〈TENMACOMICS LO #91〉、ISBN 978-4-86349-172-4
  - 収録作品の「ペニフリ」「美幼女戦士はるなちゃん」「ネィピア」は、『COMIC LO』掲載時は「大味允」名義[3][4][5]。
2. 『つけなくていいよ♡』 2015年5月26日発売[6]、茜新社〈TENMACOMICS LO #174〉、ISBN 978-4-86349-499-2
3. 『したいコとしよっ！』 2018年1月27日発売[7]、茜新社〈TENMACOMICS LO #227〉、ISBN 978-4-86349-686-6
4. 『まんぷくぷく』 2021年8月31日発売[8]、文苑堂〈BAVEL COMICS〉、ISBN 978-4-86117-377-6

### 一般向け
- 『なれる!SE』 2012年 - 2014年、エンターブレイン〈ファミ通コミッククリア〉、原作：夏海公司 キャラクター原案：Ixy 漫画：鶴山ミト、全4巻
- 『継続は魔力なり ～ハズレ魔法で異世界無双～』 TOブックス〈コロナ・コミックス〉、原作：リッキー キャラクター原案：キッカイキ 漫画：鶴山ミト、全2巻
  1. 2019年8月1日発売[9]、ISBN 978-4-86472-842-3
  2. 2020年10月15日発売[10]、ISBN 978-4-86699-071-2
- 『狙って追放された創聖魔法使いは異世界を謳歌する』 2024年 - 、アルファポリス、原作：マーラッシュ 漫画：鶴山ミト、連載中、既刊2巻